# Grêmio EB
Grêmio Esportivo Brasil este o echipă de fotbal din Pelotas, Rio Grande do Sul, Brazilia. 

## Lotul actual
| Nr. |          | Poziție | Jucător                 |
| --- | -------- | ------- | ----------------------- |
| 1   | Brazilia | P       | Eduardo Martini         |
| 2   | Brazilia | F       | Wender                  |
| 3   | Brazilia | F       | Cirilo                  |
| 4   | Brazilia | F       | Fernando Cardozo        |
| 5   | Brazilia | M       | Leandro Leite (captain) |
| 6   | Brazilia | F       | Xaro                    |
| 7   | Brazilia | M       | Felipe Garcia           |
| 8   | Brazilia | M       | Washington              |
| 9   | Brazilia | A       | Nena                    |
| 10  | Brazilia | M       | Diogo Oliveira          |
| 11  | Brazilia | A       | Cléverson               |
| 12  | Brazilia | P       | Anderson                |
| 13  | Brazilia | F       | Eduardo Brock           |
| 14  | Brazilia | F       | Kaká                    |

| Nr. |          | Poziție | Jucător                         |
| --- | -------- | ------- | ------------------------------- |
| 15  | Brazilia | M       | Nunes                           |
| 16  | Brazilia | M       | Galiardo                        |
| 17  | Brazilia | M       | Márcio Hahn                     |
| 18  | Brazilia | A       | Márcio Jonatan                  |
| 19  | Brazilia | A       | Gustavo Papa                    |
| 20  | Brazilia | F       | Teco                            |
| 21  | Brazilia | M       | Jardel (on loan from Juventude) |
| 22  | Brazilia | P       | Luiz Müller                     |
| 23  | Brazilia | F       | Ricardo Bierhals                |
| 24  | Brazilia | M       | Cleiton                         |
| 25  | Brazilia | A       | Soares                          |
| 26  | Brazilia | F       | Leandro Camilo                  |
| 27  | Brazilia | P       | Carlos Eduardo                  |
|     | Brazilia | F       | Ricardo Schneider               |